# Бенедикт XIV II (антипапа)
Жан Карьє (Jean Carrier) — став відомим своєю опозицією у 1406 році до архієпископа з Кастельморо (Франція). Перейшов під захист Бенедикта XIV (антипапа), який під час свого правління призначає його та ще трьох «кардиналами». Ці четверо кардиналів зібралися на конклаві у 1430 році і вибрали Жана Карьє наступником Бенедикта XIV (антипапи). Взявши ім'я Бенедикта XIV (ІІ) він в свою чергу призначив кардиналами П'єра Траіньєра у Вифлеємі, Бернара у Геброні, П'єра Тіфана у Тибериаді, Жана у Йоні та Жака у Цезареї.
Карьє користувався захистом графів з Арманьяку. У 1433 році був схоплений графом Жаном І де Фуа та посаджений у в'язницю. Помер у замку де Фуа (Аверон, Гасконь) у 1437 році.